# 多伊倫 (密蘇里州)
多伊倫（英語：Doe Run）是位於美國密蘇里州聖弗朗索瓦縣的普查規定居民點。

## 歷史
多伊倫的郵局自1887年營運至今。

## 人口
根據2020年美國人口普查的數據，多伊倫的面積為6.26平方千米，當中陸地面積為6.24平方千米，而水域面積為0.02平方千米。當地共有人口737人，而人口密度為每平方千米117.73人。